# Mecanismo de mercado
Em economia, o mecanismo de mercado é um mecanismo pelo qual o uso de dinheiro trocado por compradores e vendedores com um sistema aberto e compreendido de compensações de valor e tempo em um mercado tende a otimizar a distribuição de bens e serviços de pelo menos alguns modos. O mecanismo pode existir em livre mercados ou em mercados cativos ou controladores que buscam usar oferta e demanda, ou alguma outra forma de cobrar pela escassez, para escolher entre as possibilidades de produção. Numa economia de mercado livre, todos os recursos são alocados pelo setor privado (indivíduos, famílias e grupos de indivíduos); em uma economia planificada, todos os recursos são de propriedade do setor público (governo local e central); e, em uma economia mista, alguns recursos são de propriedade de ambos os setores, privado e público. Na realidade, os dois primeiros são principalmente teóricos e o terceiro é comum. Os recursos são alocados de acordo com as forças de oferta e demanda, e isso é conhecido como falha de mercado.  
A interferência do governo no mecanismo de mercado leva à ineficiência econômica quando ele é aplicado a bens privados. Os preços transmitem muita informação. Eles não só dizem aos produtores o que produzir, mas também informam os produtores para produzir o que as pessoas querem. Quanto mais imprecisas forem as informações, menor será a coordenação econômica que, por sua vez, diminuirá a satisfação das necessidades. Assim, a interferência nas informações transmitidas pelos preços é destrutiva para o desenvolvimento econômico se mal aplicada ou usada em demasia. No entanto, o mecanismo de mercado muitas vezes não pode otimizar para bens públicos, devido a problemas como a tragédia dos bens comuns.
Outros mecanismos de mercado, que incluem instrumentos de intervenção e regulação do governo, como a política fiscal e a política monetária. Descrito e  proposto por Milton Friedman. Essas políticas influenciarão a demanda por ajustes de preços por meio de impostos e encargos e por meio de ajustes no valor do dinheiro pelo suprimento relacionado de dinheiro. 